# Phaner parienti
Il valuvi di Pariente (Phaner parienti Groves & Tattersall, 1991) è un lemure appartenente alla famiglia Cheirogaleidae, endemico del Madagascar.

## Descrizione
La zona dorsale è grigio-brunastra: la punta della coda è bianca, ma dalla coda parte una banda scura che si biforca sulla fronte, raggiungendo gli occhi e ricongiungendosi sul muso.

## Biologia
È un animale prevalentemente notturno, come testimoniano i grandi occhi: durante la notte è frequente sentirlo lanciare urla e versi mentre si muove fra gli alberi.
È prevalentemente onnivoro: con la lunga lingua lecca la gomma dagli alberi di Terminalia, ma non disdegna nutrirsi d'insetti o di piccoli vertebrati.
Dorme in nidi di sterpi e foglie secche nelle cavità dei tronchi marcescenti, spesso occupando nidi abbandonati da altri lemuri, in particolare il microcebo di Coquerel.

## Distribuzione e habitat
L'areale di questa specie è ristretto alla zona attorno al fiume Sambirano, nel nord-ovest del Madagascar, dove colonizza le foreste a regime umido a medie altezze.

## Tassonomia
Fino al 1991, era considerata una sottospecie del valuvi comune (Phaner furcifer), ma dopo esami genetici si giunse la conclusione che (al pari delle altre due sottospecie, P. furcifer pallescens e P. furcifer electromontis) si trattava di una specie a sé stante nell'ambito del genere Phaner.

## Conservazione
P. parienti, per la ristrettezza del suo areale, è considerato specie vulnerabile dalla IUCN Red List.